# Lutherkirche (Berlin-Schöneberg)

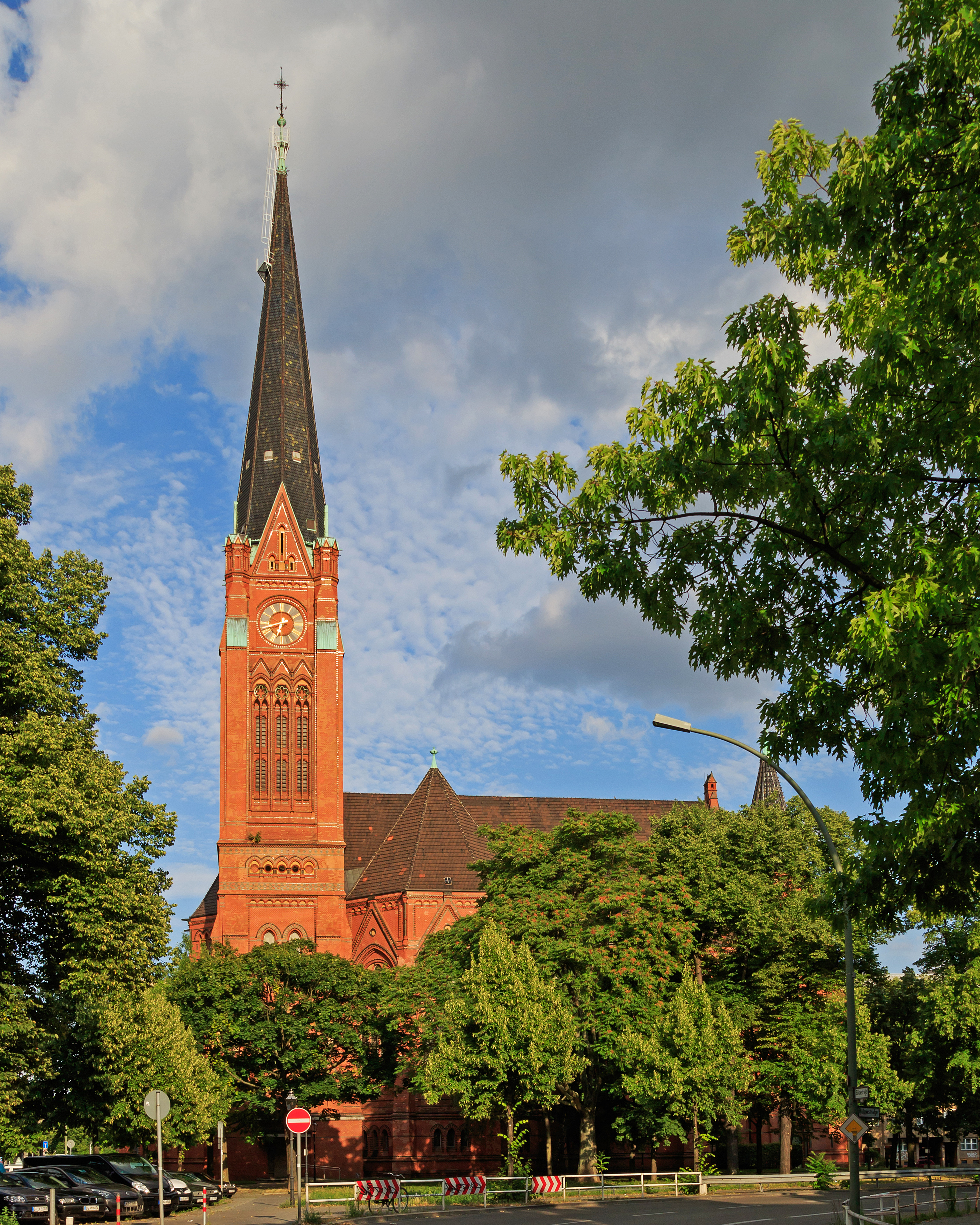
Lutherkirche, 2015

Die Lutherkirche ist ein Backstein-Kirchengebäude am Dennewitzplatz im Berliner Ortsteil Schöneberg. Die dreischiffige Hallenkirche mit Querhaus wurde 1891–1894 nach Entwürfen von Johannes Otzen errichtet und steht unter Denkmalschutz. Der Sakralbau wurde im historisierten gotischen Stil („moderne Gotik“) ausgeführt und im Jahr 1894 eingeweiht. Seit 2007 ist sie im Besitz der American Church Berlin.

## Lage
Das Gotteshaus steht in städtebaulich exponierter Lage mit axialer Ausrichtung auf den Hobrechtschen Generalszug Bülowstraße–Yorckstraße. Das Kirchengebäude ist das einzige Bauwerk auf dem Dennewitzplatz, der in der aufgegabelten Bülowstraße liegt, und wegen der vorgegebenen Baufläche ist es nicht geostet.

## Bau- und Gemeindegeschichte
Die Initiative, eine Kirche zu errichten, ging auf die benachbarte Zwölf-Apostel-Kirchengemeinde zurück, die in den 1870er Jahren für alle Zugezogenen genutzt wurde und lediglich 800 Personen Sitzplätze bot. Um 1880 wohnten 31.000 Protestanten im Einzugsbereich der Gemeinde. Dafür war die eigene Kirche schon zu klein geworden. Mit einer zusätzlichen Kirche sollte dem weiteren Anstieg der Bevölkerungszahlen und der Gläubigen Rechnung getragen werden. Insbesondere anlässlich des Luthergedenkfestes hatte die Kirchengemeinde einen Neubau beschlossen und den Namen nach dem Kirchenreformator Martin Luther festgelegt. Erst nach dem vierten Antrag, als die Bedingungen der Berliner Stadtverordnetenversammlung erfüllt werden konnten, nämlich eine neue Markthalle am Magdeburger Platz zu errichten, genehmigte die Stadtverwaltung (das Gebiet um die Kirche war als Schöneberger Vorstadt bereits 1861 von Schöneberg nach Berlin umgegliedert worden) am 1. Juni 1887 den Bau der Lutherkirche. Die Bausumme wurde mit 473.000 Mark (kaufkraftbereinigt in heutiger Währung: rund 4,1 Millionen Euro) vorausberechnet, mit 580.000 Mark dann aber deutlich überschritten. Aus dem Kaiserlichen Baufonds kamen davon 200.000 Mark als Gnadengeschenk hinzu. Zudem gab es Schenkungen anderer Kirchengemeinden, Spenden u. a. vom preußischen Offizier Westphal, Geldsammlungen der Luthergemeinde und einen Zuschuss der evangelischen Kreissynode.
Die Genehmigung zum Bau beinhaltete die Einhaltung folgender Festlegungen:
1. Beste Ausnutzung des Baugeländes,
2. Einhaltung der Baukosten,
3. stattliche Außen- und Innenerscheinung,
4. gute Predigtkirche mit 1500 festen Sitzplätzen.[2]

Am 18. April 1891 erfolgte die Grundsteinlegung im Beisein des Kaisers Wilhelm II. und seiner Frau Auguste Viktoria. Am 5. Mai 1894 wurde das Gotteshaus in Anwesenheit der Kaiserin und des Prinzen Friedrich Leopold von Preußen mit der feierlichen Namensgebung eingeweiht. Bauleiter der Kirche war Johannes Otzens Mitarbeiter Moritz Korn.
Die Kirche wurde im Zweiten Weltkrieg schwer beschädigt, als sie in der Nacht vom 22. auf den 23. November 1943 bei alliierten Luftangriffen von Brandbomben getroffen wurde. Nach dem Krieg wurde die beschädigte Kirche zunächst mit provisorischen Maßnahmen wieder hergerichtet. Später wurde der Innenraum einfach und modern wiederhergestellt. In den Jahren 1959–1960 wurde das Kirchengebäude umgebaut. Die ursprünglichen Seitenemporen wurden nicht wiederhergestellt, der Altarbereich sowie das Hauptportal wurden verändert und die Turm-Eingangshalle neu gestaltet. Eine Restaurierung des ursprünglichen Zustands war vor dem Hintergrund knapper finanzieller Mittel nicht möglich. Die Anzahl der Sitzplätze betrug nun rund 400 im Hauptschiff und 50 Sitzplätze auf der Empore für die Orgel.
Für die im Krieg zerstörte Orgel wurde 1964 eine neue eingeweiht, die in der Werkstatt von Detlef Kleuker entstanden war.
Die Lutherkirche wurde zwischen November 2002 und Ende 2007 befristet an die American Church in Berlin vermietet, danach hat die amerikanische Gemeinde das Bauwerk gekauft.
Im 2011–2013 eröffneten Park am Gleisdreieck wurden der Generalszug in Verlängerung der Bülowstraße und die Sichtachse auf den Turm wiederhergestellt.

## Bauwerk

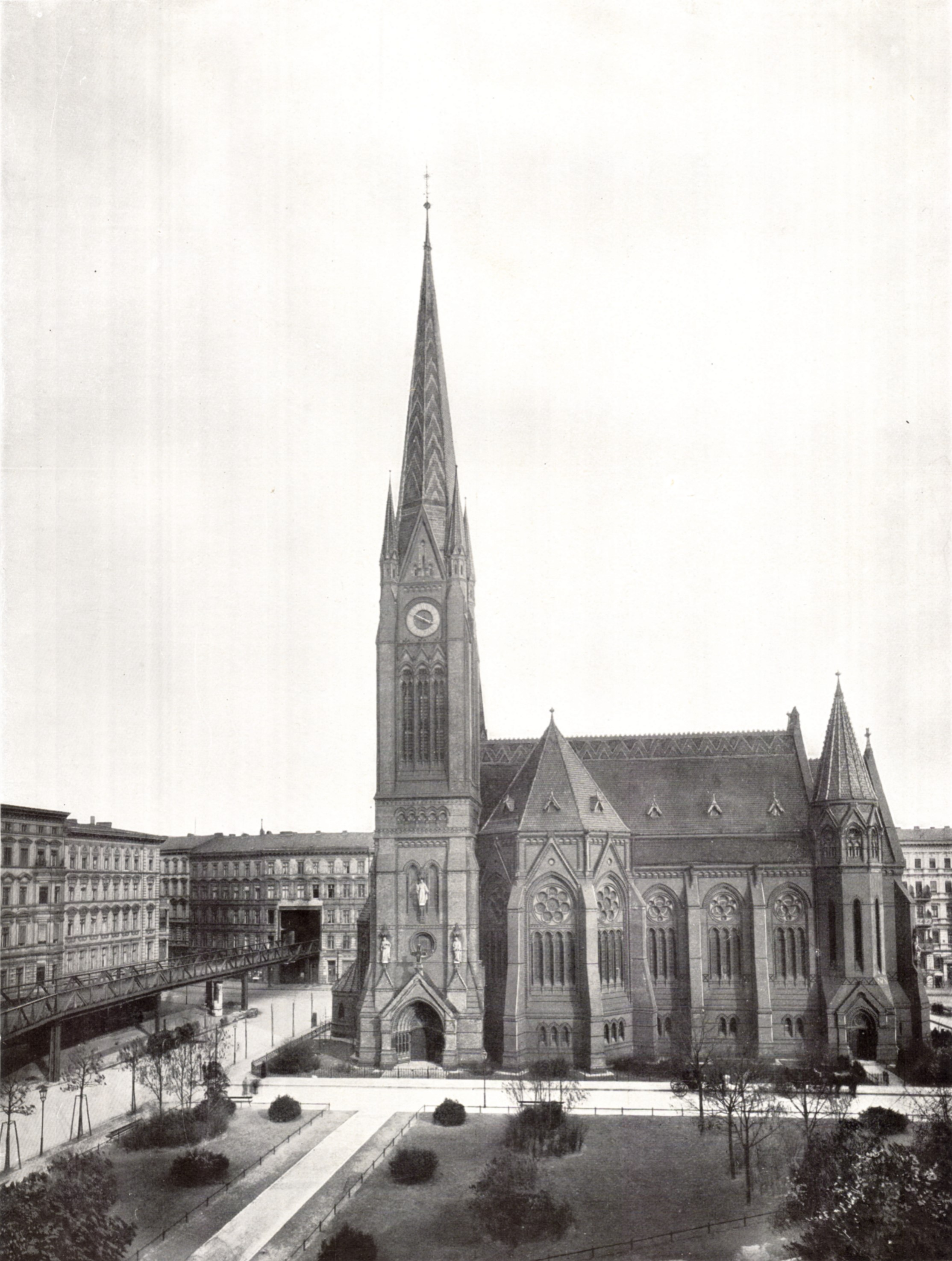
Lutherkirche, 1905

### Außenarchitektur
Die in einer Mischung aus Neoromanik und Neogotik von Johannes Otzen 1889 entworfene Lutherkirche auf dem Schöneberger Dennewitzplatz war der Vorgabe entsprechend aufwendig gestaltet. Ihr zentralisierender Grundriss folgt dem geläufigen Schema der Thomas-, Zions- und Heilig-Kreuz-Kirche, deutlich unterteilt in ein Lang- und Querschiff. Eine Ostausrichtung des Chores war jedoch unter Beachtung aller Vorgaben nicht möglich. So wurde der Chor nach Norden ausgerichtet und diesem der Turm hinzugefügt.
Aus städtebaulichen Gründen ist der 88 Meter hohe schlanke Kirchturm im Winkel zwischen dem polygonalen Chor und einem polygonalen Querschiff angeordnet, sodass er sich weithin sichtbar in der Achse zwischen Wittenbergplatz und Südstern befindet.
Der rechteckige Eingangsvorbau liegt in der Hauptachse. Für Otzen besonders typisch ist sein kühner Eklektizismus mit willkürlich aneinandergereihten Architekturmotiven. Dagegen weisen seine Bauten einen auffallenden Mangel an Proportionalität der einzelnen Bauteile auf. Zum Beispiel wirkt der Turm in Bezug auf das polygonale Querschiff als zu massiv. Die Baudetails aus dem Repertoire der späten Romanik und der Spätgotik sind bisweilen willkürlich vermengt. Allerdings zeigte sich der Architekt flexibler in der Wahl verschiedener Bautypen als die meisten zeitgenössischen Kirchenbaumeister. Aus diesem Grund war er einer der meistbeschäftigten Kirchenbaumeister seiner Zeit.
Der Mauerwerksbau ist mit roten Backsteinen und dunklen Glasursteinen verblendet, schmückende Teile sind aus Sandstein. Das Äußere ist reich gegliedert. Über den Strebepfeilern und den großen Spitzbogen-Maßwerkfenstern befinden sich teilweise Wimperge. Der Hauptturm mit seinem spitzen oktogonalen Helm ist mit Statuen geschmückt. Das hohe Glockengeschoss hat jeweils dreiteilige spitzbogige Arkaden. Beiderseits des Eingangsvorbaues befinden sich Treppentürme.

### Innenarchitektur
Das weiträumige, von Sterngewölben überspannte Innere aus weitem Hauptschiff und schmalen gangartigen Seitenschiffen hatte die vorgesehenen 1500 Sitzplätze, verteilt auf das Erdgeschoss und die Emporen.
Die dreiseitige Empore ist zweifach nach innen abgeknickt.
Die Vorhalle der Empore erhielt einen zusätzlichen Sitzungssaal, der als Warteraum zum Beispiel bei Trauungszermonien oder Taufen dienen konnte.

## Ausstattung

### Altar, Fenster, Orgel, Beleuchtung und Weiteres
Der Altarraum ist einer fünfeckigen Apsis eingefügt. Diese erhält ihr Tageslicht durch vier bunte Fensterrosen, die über durch Nischen markierte Kirchenfenster angeordnet sind. Anstelle des westlichen Chorfensters hat Otzen die Sakristei anbauen lassen.
Die Innenwände des Chores und der Kirchenschiffe sind mit Wandmalereien nach Bibelmotiven ausgeschmückt worden. Zusätzlich wurde in Bezugnahme auf den Namen der Gemeinde die Reformation in einem Fries in der Vorhalle dargestellt, Themen: Der Reichstag in Worms und Die erste protestantische Abendmahlsspendung durch Kurfürst Joachim II. und seine Gemahlin. Der Fries wurde als Mosaik aus Mettlacher Keramik gestaltet.
Die Sitzplätze befinden sich auf weiß gestrichenen Kirchenbänken, die in Doppelreihen mit einem Mittelgang im Langschiff angeordnet sind.
Des Weiteren sind in der Kirche Standbilder für Martin Luther, Philipp Melanchton und Joachim II. aufgestellt worden.

### Glocken
Die drei Gussstahlglocken, die vom Bochumer Verein 1893 hergestellt worden waren, haben beide Weltkriege überstanden, weil die Behörden an Stahlguss kein Interesse hatten. Das Geläut befindet sich in einer quadratischen Glockenstube mit den Grundmaßen 5,6 m × 5,6 m. Die Herstellung kostete 6256 Mark.
| Glocke   | Schlagton | Gewicht (kg) | unterer Durchmesser (mm) | Höhe (mm) | Inschrift                         |
| -------- | --------- | ------------ | ------------------------ | --------- | --------------------------------- |
| größte   | ho        | 2205         | 1789                     | 1565      | EINE FESTE BURG IST UNSER GOTT.   |
| mittlere | dis′      | 1410         | 1490                     | 0129      | DAS WORT SIE SOLLEN LASSEN STAHN. |
| kleinste | fis′      | 0853         | 1255                     | 0109      | DAS REICH MUSS UNS DOCH BLEIBEN.  |